# 에페 암브로스
에페토보어 에릭 암브로스 에뮤오보(영어: Efetobore Eric Ambrose Emuobo, 1988년 10월 18일 ~ )는 나이지리아의 프로 축구 선수로, 노던 프리미어리그 프리미어 디비전 클럽 워킹턴에서 수비수로 활약하고 있다. 암브로스는 이전에 카두나 유나이티드, 바이엘사 유나이티드, 이스라엘 클럽 아슈도드, 스코틀랜드 클럽 셀틱, 하이버니언, 리빙스턴, 세인트 존스톤, 던펌린 애슬레틱, 그리녹 모턴, 잉글랜드 클럽 더비 카운티에서 선수 생활을 한 바 있다.
암브로스는 나이지리아 국가대표팀에서도 활약했으며 FIFA U-20 월드컵, 하계 올림픽, 아프리카 네이션스컵, FIFA 월드컵에 나이지리아 국가대표로 출전했다.

## 구단 경력

### 초기 경력
암브로스는 2006년 카두나 유나이티드에서 프로 경력을 시작했고, 2년 후에는 2008-09년 시즌 동안 바이엘사 유나이티드로 임대되었지만 카두나 유나이티드의 승격을 도운 후에도 카두나 유나이티드에 남아있었다.

### 아슈도드
암브로스는 2010년 6월, 이스라엘 클럽 아슈도드에 입단했다가 2012년에 떠났다.

### 셀틱
암브로스는 2012년 여름 이적 마감일에 스코티시 프리미어리그 클럽 셀틱에 합류하여 3년 계약을 체결했다. 클럽에 합류한 후 암브로스는 셀틱의 새로운 팀원들이 글래스고에 빠르게 정착할 수 있도록 도와준 것에 대해 칭찬했다. 또한 암브로스는 셀틱에 대한 셀틱의 관심을 듣고 스코티시 프리미어리그와 잉글랜드 프리미어리그 경기를 TV로 시청하며 셀틱에 합류하기 위해 영국 축구를 공부했다고 밝혔다.

### 하이버니언
2017년 2월 28일, 암브로스는 남은 시즌 동안 하이버니언에 임대로 합류했다. 암브로스는 3월 25일, 스코티시 챔피언십 폴커크와의 경기에서 2-1로 승리하는 선제골을 터뜨리며 하이버니언 소속으로 첫 골을 넣었다. 그는 2017년 3월, 스코틀랜드 챔피언십 이달의 선수상을 수상했다.
시즌이 끝난 후 셀틱과의 계약이 만료된 암브로스는 하이버니언과 2년 계약을 체결했다. 암브로스는 계약서에 조항을 명시하고 2019년 1월 클럽이 새로운 계약을 제안했음에도 불구하고 하이버니언을 떠났다.

### 더비 카운티
2019년 2월, 암브로스는 EFL 챔피언십 클럽 더비 카운티에서 트라이얼을 받았다. 그 달 말에는 클럽과 단기 계약을 체결했다.
2018-19년 시즌이 끝난 후 더비 카운티에서 방출되었다.

### 리빙스턴
몇 달 동안 클럽이 없던 암브로스는 2020년 2월, 리빙스턴과 계약했다.
2021년 5월, 암브로스는 2020-21년 시즌을 끝으로 리빙스턴에서 방출된 몇 안 되는 선수 중 한 명이다.

## 국가대표팀 경력
암브로스는 캐나다에서 열린 2007년 FIFA U-20 월드컵에서 나이지리아 U-20 국가대표팀의 일원이었다. 이후 나이지리아 U-23 국가대표팀으로 출전했으며 2008년 하계 올림픽에서 두 경기를 뛰었다.
그는 2013년 아프리카 네이션스컵에서 나이지리아 국가대표팀 23인 명단에 이름을 올렸다. 아프리카 네이션스컵에서 암브로스는 나이지리아 국가대표팀에서 6경기 중 5경기를 뛰었고, 선발 출전한 결승전을 포함해 라이트백 포지션에서 뛰었다. 대회가 끝난 후 암브로스는 2013년 아프리카 네이션스컵 토너먼트 국가대표팀에 이름을 올렸다. 암브로스는 아프리카 네이션스컵에서 우승한 것이 자신의 가장 큰 업적이자 인생에서 가장 위대한 순간 중 하나였다고 말했다.
그는 2013년 FIFA 컨페더레이션스컵과 2014년 FIFA 월드컵에서 나이지리아 국가대표팀에 발탁되었다. 암브로스는 셀틱에서 자리를 잃었기 때문에 2016년 이후 국가대표팀에 발탁되지 못했다. 그는 2017-18년 시즌 동안 하이버니언에서 정기적으로 뛰었지만 2018년 FIFA 월드컵에서 국가대표팀에는 소집되지 않았다. 이 결정은 샘슨 시아시아 전 나이지리아 감독에 의해 비판을 받았는데, 그는 암브로스의 경험이 유용했을 것이라고 생각했다.

## 플레이 스타일
암브로스는 나이지리아 국가대표팀의 수비형 미드필더로 자주 활약했으며, 이스라엘 클럽 아슈도드에서 센터백 또는 라이트백으로도 활약할 수 있다. 중앙 수비수로 활약하는 에페는 침착함을 갖춘 것으로 유명하다. 그는 보통 골을 넣은 후 공중제비를 돌린다.